# Excavata
Excavata zijn in de taxonomie een groep (in moderne opvattingen een supergroep) eencellige eukaryotische organismen die alle meerdere flagellae hebben. De groep Excavata bevat zowel zelfstandig als in symbiose levende soorten, waaronder ook veel bekende parasieten bij de mens.

## Eigenschappen
Veel Excavata hebben sterk aangepaste mitochondriën, om die reden worden dit wel amitochondriaten genoemd. Anderen hebben mitochondriën met buisvormige, schijfvormige of langwerpige cristae. De meeste Excavata hebben twee, vier of meer flagella en de meeste hebben een karakteristieke ventrale celmond (cytostoom) om voedsel door middel van fagocytose in de cel op te nemen. De celmond wordt ondersteund door microtubuli.
Veel groepen die tot de Excavata gerekend worden missen al deze eigenschappen echter volkomen. De clade is samengesteld op grond van genetische overeenkomsten die zijn ontdekt door bepaling van de nucleotidensequenties.
Sommige Excavata van de stam Euglenozoa hebben chloroplasten en bedrijven fotosynthese. Bij een aantal parasitaire soorten is deze eigenschap weer gereduceerd.

## Onderverdeling
De volgende taxa worden in de door veel biologen aangehouden indeling tot de Excavata gerekend:
| Superphylum | Phylum                     | Representatieve genera | Beschrijving |
| ----------- | -------------------------- | ---------------------- | --- |
| Discoba     | Euglenozoa                 | Euglena, Trypanosoma   | Veel parasieten, één grote groep met plastiden (chloroplasten)                                                     |
| Discoba     | Percolozoa (Heterolobosea) | Naegleria, Acrasis     | Meeste hebben een wortelpotige en/of een flagellate vorm                                                           |
| Discoba     | Loukozoa (Jakobida)        | Jakoba, Reclinomonas   | Vrij levend, soms flagellaten. Sommigen zijn amitochondriaten                                                      |
| Metamonada  | Preaxostyla                | Oxymonads, Trimastix   | mitochontriate flagellaten, vrij levend (Trimastix) of levend in de darmen van insecten                            |
| Metamonada  | Fornicata                  | Giardia, Carpediemonas | Amitochondriaten, meestal symbionten of parasieten van dieren                                                      |
| Metamonada  | Parabasalia                | Trichomonas            | Amitochondriate flagellaten, meestal commensalisten in de darmen van insecten. Sommigen zijn pathogeen voor mensen |

Uit verschillende recente studies is gebleken dat het voorheen nog niet geclassificeerde geslacht Stephanopogon een zustergroep is van Percolomonas. De aldus gevormde clade wordt gezien als zustergroep van de Heterolobosea, waarmee het samen een groep vormt waarvoor de naam Percolozoa is voorgesteld en die op gelijke hoogte staat met de Euglenozoa.

### Cladogram Excavata
Onderstaand cladogram toont de positie van de supergroep van de Excavata en van de afstammende rijken. De Excavata vormen hierin een supergroep met deelgroepen van de Discicristata en de Euexcavata worden onderscheiden op het niveau van rijk.